# Paul Graham (baloncestista)
Paul Graham (Filadelfia, Pensilvania; 28 de noviembre de 1967) es un exjugador de baloncesto estadounidense que jugó tres temporadas en la NBA, además de hacerlo en diversas ligas menores de su país, en varios países de Europa y en Argentina. Con 1,98 metros de estatura, jugaba en la posición de escolta.

## Trayectoria deportiva

### Universidad
Jugó durante tres temporadas con los Bobcats de la Universidad de Ohio, en las que promedió 19,7 puntos, 5,5 rebotes y 2,6 asistencias por partido. En su primera temporada fue elegido novato del año, y en las dos siguientes inclído en el mejor quinteto de la Mid-American Conference, siendo elegido además en su temporada sénior como jugador del año de la conferencia.

### Profesional
Tras no ser elegido en el Draft de la NBA de 1989, jugó en ligas menores de su país hasta que en 1991 fichó como agente libre por los Atlanta Hawks, donde jugó tres temporadas como suplente de Stacey Augmon, siendo la mejor de todas la primera, en la que promedió 10,1 puntos y 3,0 rebotes por partido.
Al año siguiente llegó a fichar por los Seattle SuperSonics, pero fue cortado antes del comienzo de la competición. A partir de ese momento inició ua singladura que le llevó a jugar en la liga francesa, la liga israelí, la liga argentina y la liga letona, acabando su carrera nuevamente en las ligas menores de su país.

## Estadísticas de su carrera en la NBA

### Temporada regular
| Temporada | Edad | Equipo        | Liga | Pos. | P   | TIT | MIN  | TC  | TCA | %TC  | 3P  | 3PA | %3P  | TL  | TLA | %TL  | R.OF. | R.DEF. | REB | ASIS | ROB | TAP | PER | FP  | PTS  |
| 1991-92   | 24   | Atlanta Hawks | NBA  | SG   | 78  | 9   | 22.0 | 3.9 | 8.7 | .447 | 0.7 | 1.8 | .390 | 1.6 | 2.2 | .741 | 0.9   | 2.0    | 3.0 | 2.2  | 1.2 | 0.3 | 1.2 | 2.5 | 10.1 |
| 1992-93   | 25   | Atlanta Hawks | NBA  | SG   | 80  | 11  | 18.9 | 3.2 | 7.0 | .457 | 0.5 | 1.8 | .298 | 1.2 | 1.6 | .733 | 0.8   | 1.6    | 2.4 | 2.1  | 1.1 | 0.1 | 1.5 | 2.3 | 8.1  |
| 1993-94   | 26   | Atlanta Hawks | NBA  | SG   | 21  | 0   | 6.1  | 1.0 | 2.7 | .368 | 0.1 | 0.6 | .231 | 0.6 | 0.8 | .765 | 0.2   | 0.4    | 0.6 | 0.6  | 0.2 | 0.2 | 0.2 | 0.5 | 2.8  |
| Total     |      |               | NBA  |      | 179 | 20  | 18.7 | 3.3 | 7.3 | .448 | 0.6 | 1.6 | .339 | 1.3 | 1.8 | .739 | 0.8   | 1.7    | 2.4 | 2.0  | 1.0 | 0.2 | 1.2 | 2.2 | 8.4  |

### Playoffs
| Temporada | Edad | Equipo        | Liga | Pos. | P | TIT | MIN  | TC  | TCA | %TC  | 3P  | 3PA | %3P  | TL  | TLA | %TL | R.OF. | R.DEF. | REB | ASIS | ROB | TAP | PER | FP  | PTS |
| 1992-93   | 25   | Atlanta Hawks | NBA  | SG   | 2 | 0   | 13.5 | 1.0 | 4.0 | .250 | 0.0 | 1.0 | .000 | 0.0 | 0.0 |     | 0.5   | 1.0    | 1.5 | 1.0  | 2.0 | 0.0 | 1.0 | 1.0 | 2.0 |
| 1993-94   | 26   | Atlanta Hawks | NBA  | SG   | 1 | 0   | 2.0  | 1.0 | 2.0 | .500 | 0.0 | 1.0 | .000 | 0.0 | 0.0 |     | 0.0   | 0.0    | 0.0 | 0.0  | 0.0 | 0.0 | 0.0 | 0.0 | 2.0 |
| Total     |      |               | NBA  |      | 3 | 0   | 9.7  | 1.0 | 3.3 | .300 | 0.0 | 1.0 | .000 | 0.0 | 0.0 |     | 0.3   | 0.7    | 1.0 | 0.7  | 1.3 | 0.0 | 0.7 | 0.7 | 2.0 |